# Zdzisław Hoffmann

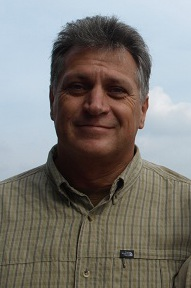
Zdzisław Hoffmann 2010

Zdzisław Hoffmann (* 27. August 1959 in Świebodzin) ist ein ehemaliger polnischer Leichtathlet, der 1983 erster Weltmeister Polens im Dreisprung wurde.
Bei den Olympischen Spielen 1980 scheiterte Hoffmann mit 15,35 m in der Qualifikation.
Bei den ersten Weltmeisterschaften 1983 hatte am 7. August der Kugelstoßer Edward Sarul die erste Goldmedaille für Polen gewonnen. Am 8. August stand Zdzisław Hoffmann im Dreisprungfinale, für das er sich mit 16,72 m als Viertbester der Qualifikation empfohlen hatte. Im Finale ging der US-amerikanische Publikumsliebling Willie Banks zunächst mit 17,08 m in Führung; im dritten Durchgang steigerte sich Banks auf 17,18 m. Hoffmann verbesserte sich in jedem seiner Durchgänge und lag nach dem vierten Durchgang mit 17,18 m auf Platz 2. Mit 17,35 m und 17,42 m verbesserte sich Hoffmann auch in seinen beiden letzten Versuchen und gewann mit polnischem Landesrekord den ersten Weltmeistertitel im Dreisprung. Für diese Leistung wurde er in Polen mit dem Titel Sportler des Jahres ausgezeichnet.
Die Olympischen Spiele 1984 verpasste Hoffmann, da Polen die Spiele boykottierte. Seine Bestleistung und den auch 2006 gültigen polnischen Rekord stellte Hoffmann 1985 mit 17,53 m in Madrid auf. Danach konnte er nicht mehr an seine großen Weiten anknüpfen.
Bei einer Körpergröße von 1,90 m hatte Hoffmann ein Wettkampfgewicht von 85 kg. Sein Sohn Karol Hoffmann folgte in seine Fußstapfen und wurde ebenfalls Dreispringer.